# 張玉蘭
張玉蘭 （？年—？年），東漢末年五斗米道首領張魯的姊妹。

## 傳說
張玉蘭是張衡的女兒。她從小就喜歡吃素，不吃葷食。十七歲時，她夢見紅光從天而降，而在光中有金字篆文繚繞幾十尺，那光進入她的口中。做了這奇怪的夢後玉蘭感到很不安，結果居然有了身孕。父母責問她，她始終沒說夢中事，這事唯有她的婢女知情。某天，她對其婢女說：“我無法忍受恥辱而活，等我死後就將我剖腹，以表明我心。”那晚，玉蘭就逝世了。
婢女將此事告訴了玉蘭的母親，其母不願違背玉蘭的遺囑，也希望洗清她女兒的嫌疑。要將其剖腹時，忽然有一個像蓮花的東西從玉蘭腹中破腹而出。將那樣東西打開後，拿到《本際經》十卷，長二丈左右，寬約六七寸，文字鮮明甚妙。
玉蘭死後的幾個月，經常能聞到有異香。於是傳寫那些經書並安葬玉蘭。一百多天過去後，忽然大風雷雨，天昏地暗，《本際經》不見所蹤，而玉蘭所在的墳竟然是開著的，棺蓋飛在巨木之上，一看，卻只是空棺而已。如今她的墳墓在益州溫江縣女郎觀。
三月九日是玉蘭升天的日子，至今鄉里的人還常常設齋祭祀她。天師之子張衡，人稱為嗣師。在漢靈帝光和二年己未正月二十三日，於陽平化作白日昇天。玉蘭產出經書得道，是在張衡飛升之後，恰逢三國紛爭之時。

## 家庭相關
一說為張衡之女，有一說則為張魯之女，但情節有些許不同。